# Leptoteratura borneoensis
Leptoteratura borneoensis är en insektsart som beskrevs av Jin, Xingbao 1995. Leptoteratura borneoensis ingår i släktet Leptoteratura och familjen vårtbitare. Inga underarter finns listade i Catalogue of Life.